# Ophioglossum scariosum
Ophioglossum scariosum là một loài dương xỉ trong họ Ophioglossaceae. Loài này được R.T. Clausen mô tả khoa học đầu tiên năm 1938.